# هاري دوغلاس
هاري دوغلاس (بالإنجليزية: Harry Douglas)‏ هو لاعب كرة قدم أمريكية أمريكي، ولد في 16 سبتمبر 1984 في تامبا في الولايات المتحدة.

## وصلات خارجية
- هاري دوغلاس على موقع مرجع كرة القدم المحترفة.كوم (الإنجليزية)